# Беломорский заказник
Беломорский заказник — государственный природный биологический заказник в Приморском районе Архангельской области.

## История
Беломорский заказник был образован 2 марта 1998 года с целью сохранения и восстановления редких животных — белощёкой казарки, гуся пискульки, а также ценных в хозяйственном отношении видов водоплавающей дичи и других многочисленных видов охотничьих животных в местах концентрации на путях пролёта, обитания и размножения в бассейне реки Северной Двины. Площадь заказника — 65 345,4 гектара.

## Расположение
Заказник расположен в дельте Северной Двины и состоит из Архангельского и Северодвинского участков в следующих границах:
Архангельский участок — от перекопа, соединяющего реку Северную Двину и реку Юрас в посёлке Уемский, вниз по правому берегу реки Юрос до протоки Кузнечиха, вниз по правому берегу протоки Кузнечиха до протоки Маймакса, вверх по левому берегу протоки Маймакса до реки Кривяк, по реке Кривяк до русла Корабельного рукава на его левый берег, включая остров Кривякские Кошки, далее на юг по берегу Никольского острова до деревни Красное, на запад, огибая с севера остров Головной, по рекам Онишовка, Передняя, Черенкома до Никольского рукава, вверх по правому берегу Никольского рукава до деревни Питяево и далее на устье реки Лая, между островами Виченка и Свинец, вверх по правому берегу реки Лая до устья реки Лита, вверх по реке Лита до устья ручья Солёный Исток, вверх по ручью Солёный Исток до железной дороги Архангельск — Северодвинск, по железной дороге в сторону города Архангельска до пересечения с автодорогой Архангельск — Москва, далее по автодороге на юг до пересечения с рекой Илас, вниз по правому берегу реки Илас до озера Холмовского, по его юго-западному берегу, восточной просеке квартала 32 и северной просеке квартала 38 Исакогорского лесничества Архангельского участкового лесничества до озера Бабье, далее по южному берегу озера Бабье, рекам Бабья, Мечка до полоя Мечка, вверх по левому берегу полоя Мечка до протоки Шумеиха, вверх по протоке Шумеиха на правый берег реки Северной Двины, от реки Северной Двины на восток по южной просеке квартала 61 до юго-восточного угла квартала 61 Архангельского лесничества Архангельского участкового лесничества, далее на север по восточным просекам кварталов 61, 55 Архангельского лесничества Архангельского участкового лесничества до пересечения восточной просеки квартала 55 с рекой Корелы, вверх по правому берегу реки Корелы, не доходя 50 метров до опор ЛЭП, параллельно ЛЭП на северо-запад до пересечения с восточной просекой выделов 26 и 18 квартала 182 Усть-Двинского лесничества Архангельского участкового лесничества, далее на юго-запад по выделам 17, 16, 15, 14, 22, 21, 20 квартала 182 того же лесничества, по выделам 7 и 5 квартала 54 Архангельского лесничества Архангельского участкового лесничества, затем по выделам 5, 7, 4 квартала 53 и по выделам 5 и 4 квартала 52 Архангельского лесничества Архангельского участкового лесничества (указанная граница проходит в 50 метрах от фундамента опор действующей ЛЭП), далее на север до пересечения с железнодорожным полотном Архангельск — Карпогоры до перекопа, соединяющего реки Северную Двину и Юрас.
Северодвинский участок от устья реки Солза вверх до железнодорожного моста, далее по автомобильной дороге Солза — Рикасиха через деревню Кудьма, железнодорожную станцию Рикасиха до пересечения с автодорогой Архангельск — Северодвинск, по автодороге в сторону города Северодвинска до пересечения с рекой Чёрная, далее вниз по реке Чёрная до реки Малкурья, вниз по реке Малкурья, реке Поперечная Паля до Никольского рукава, далее вниз по Никольскому рукаву, включая острова Угломень, Ягры и километровую акваторию Белого моря с выходом на устье реки Солза.
Городские и сельские поселения, земли сельскохозяйственного назначения, а также земли промышленности, транспорта и иного специального назначения не входят в состав заказника.
Непосредственно к территории заказника примыкает территория музея деревянного зодчества «Малые Корелы».

## Основные объекты охраны
- Прибрежные леса у дельты Северной Двины и Белого моря (два участка).
- Место гнездования и остановок на пролёте водоплавающих птиц.
- Редкие птицы (белощёкая казарка, пискулька).
- Многочисленные виды охотничьих животных бассейна Северной Двины